# Сиротин, Борис Зиновьевич
Бори́с Зино́вьевич Сиротин (5 февраля 1934, Оренбург — 23 сентября 2020, Самара) — русский поэт, член союза писателей России.

## Биография

### Молодость и учёба
Борис Зиновьевич Сиротин родился 5 февраля 1934 года в селе Новочеркасск. Отрочество провёл в Саранске. Переехал учиться в Куйбышев в сельско-хозяйственный институт. Вероятно на его литературное становление повлияла культурная среда послевоенного времени в Советском Союзе. Интерес к поэзии у него начал проявляться в молодости, что привело к его активной литературной деятельности в зрелом возрасте, свои наработки он хранил в специальной папке, которая была подписана как "Записки у изголовья"  .

### Начало литературной деятельности
Сиротин стал активным участником литературного процесса в России уже в середине XX века. Он опубликовал около тридцати сборников стихов, в которых отразил философские и лирические темы. Его произведения часто публиковались в престижных журналах, таких как «Наш современник», «Москва» и «Новый мир». Это свидетельствует о его признании в литературных кругах.

### Литературные премии и признание
Поэт был удостоен множества наград, включая Всероссийскую премию имени А. А. Фета в 2000 году, что подчеркивает его значительный вклад в русскую лирику. Его творчество было высоко оценено литературным критиком Вадимом Кожиновым, который написал предисловия к нескольким сборникам Сиротина.

### Антология русского лиризма
Важным событием в карьере Сиротина стало включение его произведений в «Антологию русского лиризма», изданную в 2001 году. Это укрепило его позиции как одного из значимых поэтов современности.

### Последние годы и творчество
До самой смерти Борис Сиротин продолжал активно писать и публиковаться. Живя в Самаре, он создавал новые произведения, которые продолжали публиковаться в различных литературных изданиях. Поэт скончался 23 сентября 2020 года в возрасте 86 лет, оставив после себя богатое наследие в русской литературе.